# Quickborn
Quickborn  este un oraș în districtul Pinneberg în landul Schleswig-Holstein, Germania.
1. ↑   https://www.abendblatt.de/region/pinneberg/article235480171/wahlem-thomas-beckmann-wird-buergermeister-von-quickborn.html, accesat în 21 august 2022 Lipsește sau este vid: |title= (ajutor)
2. ↑  Alle politisch selbständigen Gemeinden mit ausgewählten Merkmalen am 31.12.2018 (4. Quartal) (în germană), Statistisches Bundesamt[*], arhivat din original la 10 martie 2019, accesat în 10 martie 2019